# جمعية مرشدات سريلانكا
جمعية مرشدات سريلانكا هي المنظمة الإرشادية الوطنية في سريلانكا. تأسست الجمعية في عام 1917، وأصبحت عضوا كامل العضوية في الرابطة العالمية للمرشدات وفتيات الكشافة في عام 1951. الجمعية للبنات فقط وتضم 37،057 عضوة (1 يناير 2007).